# TM4SF5
TM4SF5 (англ. Transmembrane 4 L six family member 5) – білок, який кодується однойменним геном, розташованим у людей на короткому плечі 17-ї хромосоми. Довжина поліпептидного ланцюга білка становить 197 амінокислот, а молекулярна маса — 20 823.
| 10         |  | 20         |  | 30         |  | 40         |  | 50         |
| ---------- |  | ---------- |  | ---------- |  | ---------- |  | ---------- |
| MCTGKCARCV |  | GLSLITLCLV |  | CIVANALLLV |  | PNGETSWTNT |  | NHLSLQVWLM |
| GGFIGGGLMV |  | LCPGIAAVRA |  | GGKGCCGAGC |  | CGNRCRMLRS |  | VFSSAFGVLG |
| AIYCLSVSGA |  | GLRNGPRCLM |  | NGEWGYHFED |  | TAGAYLLNRT |  | LWDRCEAPPR |
| VVPWNVTLFS |  | LLVAASCLEI |  | VLCGIQLVNA |  | TIGVFCGDCR |  | KKQDTPH    |

A: Аланін

C: Цистеїн

D: Аспарагінова кислота

E: Глутамінова кислота

F: Фенілаланін

G: Гліцин

H: Гістидин

I: Ізолейцин

K: Лізин

L: Лейцин

M: Метіонін

N: Аспарагін

P: Пролін

Q: Глутамін

R: Аргінін

S: Серин

T: Треонін

V: Валін

W: Триптофан

Локалізований у мембрані.